# 南千住浄水場
南千住浄水場（みなみせんじゅじょうすいじょう、英称 Minami-Senju Purification Plant）は、東京都荒川区にあった東京都水道局の浄水場である。

## 概要
荒川区は、下水道局三河島処理場の処理水を、隣接する千住製紙工場に供給する契約を1955年に結んでいたが、さらにこの水を江東地区の工業用水として送水するため、1962年に南千住浄水場の建設に着手した。
江東地区の工業用水道の浄水場として1964年（昭和39年）8月15日に竣工。原水は東京都下水道局三河島水再生センターの下水処理水であり、急速ろ過のうえ、ろ過水は江東区、墨田区、荒川区の全部、足立区、江戸川区の一部に送水していた。施設解体後、跡地には荒川給水管理所が建設された。

## 沿革
- 1964年8月15日 - 通水[4]。三河島処理場の処理水7,000立方メートル/日を供給される[4]。

- 1997年3月31日 - 廃止。

## 特徴

### 高速凝集沈でん池
円形スラリー循環型が4池あり、1池当たりの処理能力は標準で39,600m³/日から最大で47,500m³/日であり、1池当たりの池内容積は3,008m³、分離面積は505m²、上昇流速55～65mm/分である。

### 急速ろ過池
重力開放型ホイラー式で12池あり、1池内法長9.2m、幅12.0m、深さ4.6m、1池当たりのろ過面積は96m²、ろ過速度は150m/日、洗浄方式は逆洗浄（逆洗）及び回転式表面洗浄（表洗）装置であった。これら12池のろ過池は、管廊を挟み6池ずつ両側に並列配置としていた。

## アクセス方法
- 鉄道
  - 東日本旅客鉄道■■常磐快速線 南千住駅下車。徒歩8分。
  - 東京メトロ日比谷線 南千住駅（駅番号H-20）北口下車。徒歩8分。
  - TX首都圏新都市鉄道つくばエクスプレス 南千住駅（駅番号04）下車。徒歩8分。
  - 東京都交通局都電荒川線 荒川区役所前停留場もしくは荒川一中前停留場下車。徒歩8分。
  - ■■京成電鉄京成本線 千住大橋駅下車。徒歩8分。

## 周辺情報
- 東京都立荒川工科高等学校
- 警視庁南千住警察署
- 千住製絨所
- 東京スタジアム
- 都営南千住六丁目第2アパート1号棟
- 東京都中央卸売市場足立市場
- 素盞雄神社
- 国道4号
- 千住大橋